# Nuno Silva
Pour les articles homonymes, voir Silva.
Nuno Miguel Costa da Silva est un footballeur portugais né le 27 octobre 1975 à Lisbonne. Il évolue au poste de défenseur central.

## Carrière
Nuno Silva a joué 78 matchs en 1re division portugaise et a inscrit 1 but dans ce championnat. Il a par ailleurs disputé 4 matchs en Coupe de l'UEFA.